# ارهان خان
ارهان خان (انگلیسی: Arhaan Khan؛ به بنگالی: আরহান খান؛ زادهٔ ۱۲ مهٔ ۱۹۸۸) مدل و بازیگر اهل هند است.  او برای به تصویر کشیدن نقش رانو اهلوات در بادهو باهو ،  و برای شرکت در بیگ باس شناخته شده است. 